# 1908 az irodalomban
Az 1908. év az irodalomban.

## Események
- Budapesten január 1-én megjelenik a Nyugat, a modern magyar irodalom kiemelkedő hatású folyóirata. Kezdeti szerkesztői: Ignotus Hugó, Fenyő Miksa és Osvát Ernő. A lap 1941. augusztus 1-éig állt fenn és utolsó főszerkesztője, Babits Mihály halála miatt szűnt meg.
- Nagyváradon megalakul a Holnap Irodalmi Társaság és kiadja a modern magyar irodalom kiindulópontjaként is emlegetett A Holnap című irodalmi antológiát. Az első kötet 1908 tavaszán, a második kötet 1909-ben jelenik meg
- Párizsban megalapítják a La Nouvelle Revue française (ismert rövidítése: NRF) című francia irodalmi folyóiratot. A kiadvány napjainkban is megjelenik.

## Megjelent új művek

### Próza
- Leonyid Andrejev elbeszélése: A hét akasztott (Рассказ о семи повешенных)
- Henri Barbusse francia író regénye:  L'Enfer (A pokol)
- Arnold Bennett angol író legjobbnak tartott regénye: The Old Wives' Tale (Kisvárosi nagyasszonyok)[1]
- G. K. Chesterton kisregénye: The Man Who Was Thursday (Az ember, aki csütörtök volt)
- James Oliver Curwood amerikai író művei: The Courage of Captain Plum és The Wolf Hunters
- Machado de Assis brazil író, költő: Memorial de Aires
- E. M. Forster: A Room with a View (Szoba szép kilátással)
- Anatole France:
  - A pingvinek szigete (L’Île des Pingouins), szatirikus regény
  - Nyársforgató Jakab meséi (Les Contes de Jacques Tournebroche), elbeszélés
  - Jeanne d'Arc élete (Vie de Jeanne d'Arc), tanulmány
- Gaston Leroux francia író regénye: Le parfum de la dame en noir, az előző évben megjelent A sárga szoba titka folytatása
- Johannes Linnankoski finn író regénye: Pakolaiset (Menekülés)
- Jack London: A vaspata (The Iron Heel)
- Arthur Schnitzler osztrák író regénye: Der Weg ins Freie (Út a szabadba)
- Upton Sinclair regényei:
  - A Captain of Industry (Az iparbáró)
  - The Money Changers (A mindenható pénz)
- Hermann Sudermann német író és drámaíró regénye: Das hohe Lied
- Jules Verne posztumusz megjelent regénye: A dunai hajós (Le Pilote du Danube)
- Jakob Wassermann német író regénye: Caspar Hauser oder Die Trägheit des Herzens (Caspar Hauser)
- H. G. Wells: A Modern Utopia (Modern utópia)

### Költészet
- Francis Jammes francia költő:[2]
  - Poèmes mesurés
  - Rayons de miel
- Ezra Pound amerikai költő: A Lume Spento (Kialvó fénynél); a vékony verseskötet csupán száz példányban jelent meg (Velencében)[3]
- William Butler Yeats ír költő: The Collected Works in Verse and Prose

### Dráma
- Jacinto Benavente spanyol szerző darabja: Señora ama (Háziasszony), bemutató
- Maurice Maeterlinck szimbolikus mesedrámája: Kék angyal (L'Oiseau bleu), bemutató Moszkvában
- Octave Mirbeau (és Thadée Natanson) vígjátéka: Le Foyer, bemutató
- August Strindberg: Spöksonaten (Kísértetszonáta), bemutató januárban

### Magyar irodalom
- Ady Endre verseskötete: Az Illés szekerén
- Gárdonyi Géza regénye: Isten rabjai
- Mikszáth Kálmán regénye könyv alakban: A Noszty fiú esete Tóth Marival (folytatásokban: 1906–1907)
- Móricz Zsigmond Hét krajcár című novellája a Nyugatban
- Bródy Sándor: A tanítónő (bemutató a Vígszínházban)

## Születések
- január 8. – Wass Albert erdélyi magyar író, költő († 1998)
- január 9. – Simone de Beauvoir francia filozófus, regényíró († 1986)
- április 26. – Albert Maltz amerikai regényíró († 1985)
- június 2. – Szentkuthy Miklós író, esszéíró, műfordító, a magyar regényirodalom nagy megújítóinak egyike († 1988)
- június 16. – Trencsényi-Waldapfel Imre klasszika-filológus, irodalomtörténész, vallástörténész, műfordító († 1970)
- augusztus 28. – Robert Merle francia író, többek között a Francia história című történelmi regénysorozat szerzője († 2004)
- szeptember 19. – Mika Waltari, elsősorban történelmi regényeiről híres finn író († 1979)

## Halálozások
- január 2. – João da Câmara portugál kritikus és drámaíró (* 1852)
- január 14. – Holger Drachmann dán író, költő és festő (* 1846)
- március 11. – Edmondo De Amicis olasz költő, író, publicista (* 1846)
- május 23. – François Coppée francia költő, regényíró, drámaíró, a parnasszista irodalmi irányzat jelentős alakja  (* 1842)
- június 23. – Kunikida Doppo japán költő és prózaíró (* 1871)
- november 8. – Victorien Sardou francia drámaíró, korának különösen népszerű színpadi szerzője (* 1831)